# Love (låt av Sasha Son)
Love är en låt framförd av Sasha Son. Den är skriven av Sasha Son själv.
Låten var Litauens bidrag i Eurovision Song Contest 2009 i Moskva i Ryssland. I semifinalen den 14 maj slutade den på nionde plats med 66 poäng vilket kvalificerade bidraget för finalen den 16 maj. Där slutade det på tjugotredje plats med 23 poäng.